# Morte Súbita
Morte Súbita (Sudden Death) é um filme estadunidense de 1995, do gênero ação, dirigido por Peter Hyams.

## Sinopse
Darren McCord é um bombeiro franco-canadense radicado em Pittsburgh cuja filha é feita refém durante a final da National Hockey League,  o campeonato norte-americano de hóquei sobre o gelo, por terroristas que sequestraram o vice-presidente e outras pessoas nos camarotes da Civic Arena. Quando ele descobre dos planos do grupo de explodir a arena a menos que recebam milhões de dólares até o final da partida, McCord põe em ação um frenético plano para resgatar sua filha e desarmar as bombas.

## Elenco
- Jean-Claude Van Damme .... Darren McCord
- Powers Boothe .... Joshua Foss
- Raymond J. Barry .... Vice President
- Whittni Wright ....  Emily McCord
- Ross Malinger .... Tyler
- Dorian Harewood .... Hallmark
- Michael Fitzgerald Wong .... Frizer
- Kate McNeil .... Kathi
- Michael Gaston .... Hickey
- Audra Lindley .... Mrs. Ferrara